# Corriebaatar marywaltersae
Corriebaatar és el gènere tipus i únic gènere de la família dels corriebatàrids, una família de mamífers multituberculats. Només conté l'espècie Corriebaatar marywaltersae i representa la primera prova de multituberculats australians. Els seus fòssils daten de l'estatge Aptià del Cretaci inferior.